# 佳冬蕭屋洋樓
22°25′05″N 120°33′00″E / 22.418139°N 120.550083°E
佳冬蕭屋洋樓，是位於臺灣屏東縣佳冬鄉佳冬村、佳冬蕭宅旁的洋樓，1930年建，今列歷史建築。

## 歷史
此建物由來是日本政府建造佳冬陸軍飛行場時，庄長蕭恩鄉為招待日本官員，便於1930年將佳冬蕭宅旁馬廄改建洋樓。當時該樓是屏東唯一使用混凝土空心磚建物，也是當時佳冬最高的地標。形式採日式和風與西洋古典結合，在當地之客家聚落群中獨樹一格。

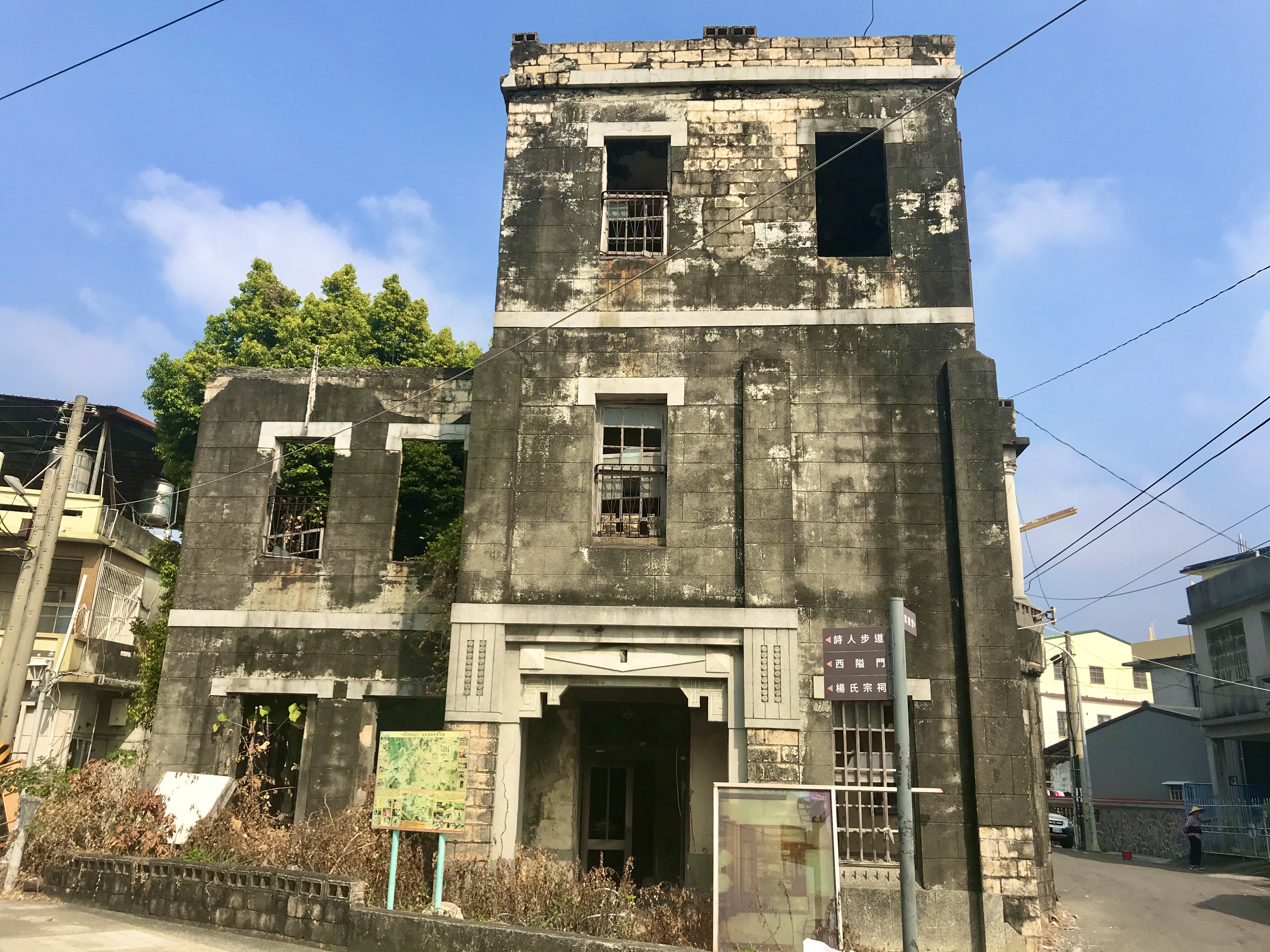
舊貌

自小住在佳冬蕭宅的蕭秀河，後赴日本學醫。戰後時期初這樓一度被他作為診所，後來他搬家後就荒廢、頹圮。2001年，正在負責修復佳冬蕭宅的工程師賴福林，對洋樓沒納入維修範圍感到可惜。地方人土也反映此三層樓的建築為危樓，隨時會倒塌。
文史工作者葉正洋向屏東縣政府建議將洋樓列為歷史建築，與空間重新整修。在營建署指導、屏東縣政府客家事務局主辦下，將此樓、張阿丁宅前等作環境改善，2007年12月4日完成。2020年，經時任立法委員的周春米邀集客委會會勘後，蕭屋洋樓獲客委會補助修繕。2022年11月22日以新臺幣2,340萬修繕完工時，客委副主任鍾孔炤等出席。茄冬文史協會計畫將一樓作咖啡廳、二與三樓作民宿等方式作空間活化。